# Xylophragma harleyi
Xylophragma harleyi là một loài thực vật có hoa trong họ Chùm ớt. Loài này được (A.H.Gentry ex M.M.Silva & L.P.Queiroz) L.G.Lohmann mô tả khoa học đầu tiên năm 2010.